# Наратлы (Бугульминский район)
Наратлы — село в Бугульминском районе Татарстана (Наратлинское сельское поселение).

## История
Село Наратлы образовалась во второй половине XVIII века. Жителями вновь заселяемой деревни стали крестьяне, переселённые по Указу Уфимской казённой палаты из разных деревень Белебеевского уезда и деревень Казанского наместничества Ядринской округи Большой и Малой Яндабы (5-я ревизия 1795 года).  Все переселёнцы – чуваши
новокрещены. Тогда она называлась Семенова Наратлы. Предположительно селение назвали Семеновкой в честь первого его основателя Семенова. Со временем деревня стала называться Наратлы.

## Известные люди
- Колесников, Николай Алексеевич – олимпийский чемпион в тяжелой атлетике
- Капитонов Николай Васильевич - Заслуженный тренер России по тяжелой атлетике